# Campionato italiano di hockey su ghiaccio 2024-2025
Il Campionato italiano di hockey su ghiaccio 2024-2025 è la 91ª edizione dei tornei nazionali italiani di hockey su ghiaccio. 
Come nella stagione precedente, tre squadre italiane (Asiago Hockey, HC Bolzano e HC Val Pusteria) non sono iscritte ad alcun livello del campionato italiano partecipando invece al campionato internazionale della ICE Hockey League.

## Struttura
I tornei sono strutturati nei seguenti livelli:
| Livello | Denominazione campionato                           | Partecipanti                                                 | Partecipanti                                                 |
| ------- | -------------------------------------------------- | ------------------------------------------------------------ | ------------------------------------------------------------ |
| 1º      | Italian Hockey League - Serie A Alps Hockey League | 6 13 (6 squadre italiane, 4 austriache, 2 slovene, 1 croata) | 6 13 (6 squadre italiane, 4 austriache, 2 slovene, 1 croata) |
| 2º      | Italian Hockey League                              | 13                                                           | 13                                                           |
| 3º      | Italian Hockey League - Division I                 | 6 (Girone Est)                                               | 5 (Girone Ovest)                                             |

## Italian Hockey League - Serie A / AHL
Il numero delle squadre italiane iscritte alla Alps Hockey League, che sono le medesime che partecipano al massimo campionato nazionale, sono scese a sei. Il Fassa ha infatti ritirato la squadra lamentando una scarsa attenzione ai giovani e un insostenibile aumento dei costi della lega, scegliendo poi di iscriversi all'Italian Hockey League. Oltre al Fassa, anche altre tre squadre austriache hanno rinunciato alla AHL (EHC Lustenau, EC KAC Future Team e Steel Wings Linz), contro una sola nuova iscritta, i croati del KHL Sisak), portando a 13 il numero di squadre iscritte.

## Italian Hockey League
Il numero di squadre della seconda serie è salito a 13: confermate le 11 partecipanti della stagione precedente, si sono aggiunte il Fassa, che ha rinunciato a disputare la Alps Hockey League, e l'Hockey Club Aosta, promosso quale vincitore dalla IHL - Division I 2023-2024.

## Italian Hockey League - Division I
Grazie all'aumento di squadre iscritte, da 8 ad 11, si è ritornati alla tradizionale suddivisione del campionato di terzo livello in due gironi geografici, Est ed Ovest. Sono state confermate tutte le squadre della stagione precedente, compreso l'Aosta che - pur promosso in IHL - ha iscritto in terza serie la propria seconda squadra. A queste otto compagini si sono aggiunte la seconda squadra del Val Pusteria, il Pinerolo (entrambe già presenti in passato) e il Plebiscito Padova Waves (alla prima esperienza).

## Supercoppa italiana
La Supercoppa Italiana 2024 si è disputata tra il Renon campione d'Italia e il Pergine vincitore della Coppa Italia.
| Arbitri: | Andrea Benvegnù Andrea Moschen |

| |           |  |
| Insam (S. Kostner) 3:45 Cuglietta (S. Kostner, Szypula) 7:38 Cuglietta (Szypula, Prast) 12:37 Insam (Szypula, Hjort) 25:48 Hjort (Insam, Szypula) 28:23 Hjort 32:34 Cuglietta 52:49 | Marcatori |  |